# Бребу (Караш-Северін)
Бребу (рум. Brebu) — село у повіті Караш-Северін в Румунії. Адміністративний центр комуни Бребу.
Село розташоване на відстані 341 км на захід від Бухареста, 15 км на північний схід від Решиці, 70 км на південний схід від Тімішоари.

## Населення
За даними перепису населення 2002 року у селі проживали 756 осіб. Рідною мовою 751 особа (99,3%) назвала румунську.
Національний склад населення села:
| Національність | Кількість осіб | Відсоток |
| -------------- | -------------- | -------- |
| румуни         | 738            | 97,6%    |
| німці          | 9              | 1,2%     |